# Frank Fisher
Pour les articles homonymes, voir Fisher.
Franklyn « Frank » Wood Fisher (né le 16 mai 1907 à Bailieboro, mort le 23 avril 1983 à Toronto) est un athlète multi-sports canadien s'étant principalement distingué en hockey sur glace et en football canadien.

## Biographie
Il est diplômé en 1919 du Harbord Collegiate Institute. Il travaille pendant 55 ans dans l'étude Ludwig, Fisher and Holness avant de prendre sa retraite en 1977, à 76 ans. Il est nommé Conseil de la Reine.

## Carrière
Frank Fisher est un sportif très éclectique : hockey sur glace, football canadien, nautisme, golf, tennis, squash...
Il fait partie de l'équipe de football canadien de l'Université de Toronto, avec laquelle il remporte la coupe Grey en 1920. Il assiste à toutes les rencontres de football canadien de l'équipe de l'Université de Toronto de sa retraite à sa mort.
Il est l'un des quatre propriétaires et conducteurs du yacht Acadia, long de cinq mètres, qui remporte en 1932 la Coupe du Prince de Galles.
En hockey sur glace, Frank Fisher est membre de l'équipe de l'University of Toronto Schools, les Varsity Blues de Toronto, en 1926-1927. En 1927, elle remporte la Coupe Allan, décernée chaque année à la meilleure équipe amateur senior. Puis, en tant que membre des Varsity Blues de Toronto, il fait partie de l'équipe nationale du Canada qui remporte la médaille de bronze aux Jeux olympiques de 1928 à Saint-Moritz. Il participe à trois matchs, marque un but.